# Marko Vukasović
Marko Vukasović (Cetinje, 1990. szeptember 10. –) montenegrói labdarúgó, a Proleter Novi Sad játékosa.

## Sportpályafutása
2013 januárjában került Kecskemétre, ahol 3 éves szerződést írt alá. A Paks elleni mérkőzésen szerezte meg első élvonalbeli gólját.